# Operation Petticoat
Operation Petticoat (Operación Pacífico) es una película estadounidense de 1959, dirigida por Blake Edwards y con actuación de Cary Grant, Tony Curtis, Joan O'Brien, Dina Merrill, Gene Evans y Gavin MacLeod. 
Ganadora del premio Golden Laurel 1960 al mejor actor de comedia: Cary Grant.

## Argumento
Durante la Segunda Guerra Mundial, un submarino de la Armada de Estados Unidos estacionado en el Océano Pacífico, el USS Sea Tiger, es atacado y hundido en su amarradero de una remota isla de las Filipinas. El comandante Matt T. Sherman (Cary Grant) logra convencer a su superior, el almirante Robert Simon, de reflotarlo y llevarlo a Australia para reparaciones mayores. El almirante aprueba la sugerencia y le asigna un segundo oficial, el teniente Nicholas Holden (Tony Curtis), un elegante e inexperto oficial naval, con habilidades para ir consiguiendo repuestos en forma ilegal en las distintas paradas. Para proteger el casco, con su pintura quemada por el ataque, y a falta de pintura base, deben pintarlo con una mezcla de los restos de las pinturas disponibles, resultando un color rosado. Un nuevo ataque japonés interrumpe la faena y el submarino debe zarpar apresuradamente, pintado con el femenino color. En el trayecto deben rescatar a un grupo de cinco enfermeras navales estacionadas en una isla. La acción sigue con los previsibles momentos de tensión entre las enfermeras y la ruda tripulación, cuando ellas comienzan con sus normales rutinas femeninas. Finalmente llegan a aguas amigas, pero son atacados por sus colegas de la Armada, por su pintura rosa. Un detalle muy femenino soluciona y supera el momento de peligro.

## Reparto
- Cary Grant (Comandante Matt T. Sherman)
- Tony Curtis  (Teniente Nicholas Holden)
- Joan O'Brien (Teniente Dolores Crandall)
- Dina Merrill (Teniente Barbara Duran)
- Gene Evans (Jefe Molumphry)
- Gavin MacLeod (Ernest Hunkle)

## Otros créditos
- Supervisor musical: Joseph Gershenson
- Decoración del set: Oliver Emert y Russell A. Gausman
- Maquillaje: Bud Westmore (maquillaje) y Larry Germain (peluquería)
- La película fue rodada en Eastmancolor.

## Candidaturas
- Óscar al mejor guion: Stanley Shapiro y Maurice Richlin.
- WGA, en la categoría de mejor guion de comedia: Stanley Shapiro y Maurice Richlin.
- Globo de Oro a la mejor comedia, y al mejor actor: Cary Grant.

## Curiosidades
- Henry Mancini no aparece en los créditos.
- Ningún submarino de la Armada de Estados Unidos llevó el nombre Sea Tiger. Pero sí es cierto que un submarino fue pintado de rosa.
- En la película no se usó un único submarino:

- Las imágenes del inicio y del final corresponden al Queenfish SS-393 y fueron rodadas cerca de San Diego.
- El Archerfish SS-311 es el que más veces aparece.
- El Balao SS-285 es el que sufrió que lo pintaran de rosa.

- El guion se basó en otro anterior de Billy Wilder que Blake Edwards había desempolvado. Los autores de la idea y el argumento original fueron Paul King y Joseph Stone.
- Años más tarde, de 1977 a 1979, se realizó una serie televisiva inspirada en la película. La hija de Tony Curtis, Jamie Lee Curtis, estuvo en el reparto. La primera temporada funcionó bastante bien, pero la mayoría de estrellas no renovaron y la segunda temporada fue a menos, hasta el punto de que fue cancelada.

## Fallos en la continuidad
- En un momento dado Tony Curtis intenta coger un cochinillo vivo. En el intento lo coge, pero cae y se mancha de barro los pantalones. Cuando se levanta, milagrosamente, la mancha de barro ha desaparecido.
- En otra escena, unos niños en lugar de llamar a Cary Grant por el nombre de su personaje, Comandante Sherman, lo llaman (y es perfectamente audible en la versión original) por su verdadero nombre: señor Grant.